# Edmond James de Rothschild
Edmond Benjamin James de Rothschild (Boulogne-Billancourt, 19 agosto 1845 – Boulogne-Billancourt, 2 novembre 1934) è stato un banchiere francese, membro dell'eminente famiglia Rothschild, filantropo e faccendiere per la nazione ebraica.

## Biografia

### I primi anni
Membro del ramo francese della famiglia ebraica di banchieri Rothschild, nacque a Boulogne-Billancourt, nella periferia di Parigi, il più piccolo dei figli di James Mayer de Rothschild e Betty von Rothschild. Cresciuto nel mondo della Seconda Repubblica e del Secondo Impero fu soldato della Guardia Mobile nella prima guerra franco-prussiana. Nel 1877 sposò Adelheid del ramo di Napoli, figlia di Wilhelm Carl von Rothschild dalla quale ebbe tre figli James Armand Edmond, Maurice Edmond Karl e Miriam Caroline Alexandrine.

### Interessi artistici e filantropici
Edmond de Rothschild ereditò il castello Rothschild, a Boulogne-Billancourt, e possedeva il castello Rothschild d'Armainvilliers a Gretz-Armainvilliers nel dipartimento della Senna e Marna.
Edmond partecipò solo in minima parte alla vita banchiera preferendo perseguire i suoi interessi artistici e filantropici ed aiutando la fondazione di istituzioni scientifiche come l'Istituto Henri Poincaré, l'Istituto di Biologia fisico-chimica, e il Centro Nazionale della Ricerca Scientifica, la Casa Diego Velázquez di Madrid, e l'Istituto francese a Londra.
Come membro dell'Acceademia di Francia per le Belle Arti sponsorizzò gli scavi archeologici di Charles Simon e Clermont Ganneau in Egitto, di Eustache de Lorey in Siria, e di Raymond Weyl in Palestina.
Edmond de Rothschild acquisì un'importante collezione di dipinti e stampe che donò in parte al Museo del Louvre, la collezione era composta da più di 40.000 stampe, circa 3.000 dipinti e 500 libri illustrati. Tra questi c'erano più di 100 stampe e dipinti di Rembrandt. Una parte della sua collezione d'arte fu donata a suo figlio James A. de Rothschild ed è ora parte della collezione nazionale custodita a Waddesdon Manor. 
Nel 1882 Edmond vendette parte dei suoi acquisti di arte e cominciò ad acquistare terra in Palestina.

### L'impegno sionista
Acquistando terre in Palestina, diventò uno dei sostegni più attivi del sionismo, finanziando il primo stabilimento a Rishon LeZion. È uno degli uomini chiave della riuscita della Prima Aliyah.
Nel 1899, trasferì 25 000 ettari di terre agricole acquistate dai latifondisti locali, così come le case coloniali che vi si trovavano, alla Jewish Colonization Association e continuò a sostenerla finanziariamente.
Contrariamente agli altri, Rothschild, dava una grande importanza a questa impresa e fece cinque viaggi in Palestina (maggio 1887, primavera 1893, febbraio 1899, febbraio 1914 e maggio 1925) per seguire in modo paternalistico lo sviluppo delle "sue colonie".
Aiutò gli ebrei della Russia cacciati dai pogrom a creare dei vigneti intorno al monte Carmelo, ma fallì nell'intento di sviluppare, come a Grasse, l'industria del profumo.
Nel 1924, creò la Palestina Jewish Colonization Association (PICA) che acquistò più di 500 km² (50 000 ettari) di terreno.
Si stima che abbia speso più di 50 milioni di dollari in queste imprese.
Morì a Boulogne-Billancourt il 2 novembre 1934 e la sua salma fu inumata nel cimitero di Père-Lachaise a Parigi.
Nell'aprile 1954, le sue spoglie e quella di sua moglie furono esumate dal cimitero del Pere-Lachaise e trasportate in Israele su una fregata militare. Ad Haifa, la nave fu salutata dalle sirene e da colpi di cannone. Funerali nazionali ebbero luogo a Gerusalemme, nel corso dei quali l'anziano primo ministro israeliano David Ben Gurion lesse l'elogio funebre.
Le salme di Edmond di Rothschild e di sua moglie furono inumate nei giardini del Memoriale di Ramat Hanadiv.